# Gerbéviller
Gerbéviller település Franciaországban, Meurthe-et-Moselle megyében. Lakosainak száma 1319 fő (2022. január 1.). Gerbéviller Lamath, Fraimbois, Haudonville, Hériménil, Moriviller, Moyen, Remenoville, Seranville, Vallois és Xermaménil községekkel határos.

## Népesség
A település népességének változása:
| Lakosok száma | 899  | 1300 | 1275 | 1372 | 1377 | 1355 | 1342 | 1328 | 1330 | 1319 |
|               | 1968 | 1982 | 1990 | 2006 | 2013 | 2015 | 2017 | 2019 | 2020 | 2022 |